# Albert Avogadro
Albert Avogadro, również: Albert z Vercelli lub Albert z Jerozolimy (Jerozolimski) (ur. ok. 1149 w Castrum Gualtieri, zm. 14 września 1214 w Akce) – włoski zakonnik, kanonik regularny Kongregacji św. Krzyża z Mortary, biskup Bobbio (1184-1185) i Vercelli (1185-1205), łaciński patriarcha Jerozolimy (1205-1214), męczennik, błogosławiony Kościoła rzymskokatolickiego i karmelitański święty.
Wstąpił do kanoników regularnych św. Krzyża w Mortara. W roku 1184 powołano go na urząd biskupa Bobbio, w rok później przeniesiono go do diecezji Vercelli. W 1205 został z kolei patriarchą Jerozolimy, który to urząd sprawował do śmierci. Był miłośnikiem pokoju. Prowadził mediacje między cesarzem Fryderykiem Barbarossą a papieżem Klemensem III, godził zwaśnionych książąt chrześcijańskich. Będąc wysłannikiem Innocentego III doprowadził do pokoju pomiędzy Mediolanem a Pawią (1194) oraz Parmą i Piacenzą (1199). Za mediacje nadano mu tytuł księcia Imperium Rzymskiego.
Dla pustelników z Góry Karmel, na ich prośbę, napisał regułę zakonną (ok. 1206-1214), która stała się podwaliną nowo powstającego zakonu (OCarm.).
Albert Avogadro zginął 14 września 1214 roku w Akce, zasztyletowany przez przełożonego Szpitalników Ducha Świętego, którego upomniał za złe obyczaje i zdjął z urzędu. Jego następcą jako patriarchy Jerozolimy został Rudolf z Merencourt.
Jego kult, jako błogosławionego, zatwierdził papież Aleksander VII w 1660 lub 1666 roku.
Jego wspomnienie liturgiczne w Kościele katolickim obchodzone jest 14 września. Można również spotkać wcześniejsze daty obchodów: 8 kwietnia i 25 września.
Zakon karmelitów, uznający Alberta Avogadro za prawodawcę zakonu i świętego, wspomina go 17 września.
W ikonografii przedstawiany jest w szatach biskupich, towarzyszą mu atrybuty w postaci gołębicy symbolizującej natchnienie boże, a także księga lub zwój oraz pióro pisarskie i kałamarz nawiązujące do jego pracy pisarskiej i utworzenia podwalin zakonu przez skodyfikowanie obyczajów mnichów z Góry Karmel.